# エイボン女性年度賞
エイボン女性年度賞（エイボンじょせいねんどしょう）は、化粧品メーカー、エイボン・プロダクツが日本に進出してから10年後の1979年1月に「エイボン女性文化センター」が設立したことを契機とした、その年に話題になった女性に贈る賞である。別称はエイボンアワーズ・トゥ・ウィメン。2018年に事実上終了した。

## 選考方法
各団体や一般の推薦を募るとともに、長年、社会のために有意義な活動を続け、めざましい功績をあげている女性を情報を収集し、運営事務局が委任した各界の著名人・文化人からなる選考委員が厳選して受賞者を決定する。

## 受賞部門
現在の賞
- エイボン女性大賞
- エイボン教育賞（1979年から2007年度　2016年度～）
- エイボンスポーツ賞（1979年から2007年度　2016年度～　）
- エイボン芸術賞（1979年から2007年まで　2016年度～）
- ソーシャル・イノベーション賞（2016年度～）

かつてあった賞
- エイボン功績賞（1979年から2007年まで）
- エイボン女性賞（2008年から2015年度まで）

## 歴代受賞者

### 2007年まで
| 年度   | 女性大賞                 | 功績賞     | 教育賞                | 芸術賞                       | スポーツ賞          | 特別賞   |
| ------ | ------------------------ | ---------- | --------------------- | ---------------------------- | ------------------- | -------- |
| 1979年 | 市川房枝                 | 水島照子   | 伊藤雅子              | 荒武タミ 白川八重子 金谷フサ | 兵藤秀子            |          |
| 1980年 | 石原一子                 | 北浦雅子   | 瀬川清子              | 山本容子                     | 今井通子            |          |
| 1981年 | 猿橋勝子                 | 澤地久枝   | 大村はま              | 林雅子                       | 増田明美            |          |
| 1982年 | 原百代                   | 金森千栄子 | 西尾珪子              | 木佐貫邦子                   | 大貫映子 和田梅     |          |
| 1983年 | 姥山寛代                 | 津島サダノ | 増井光子              | 松尾葉子                     | 小林則子            |          |
| 1984年 | 香川綾                   | 増山たづ子 | 宇都宮貞子            | 羽田澄子                     | 元好三和子          |          |
| 1985年 | 縫田曄子                 | 唐澤美貴   | 林富美子 土田セイ     | 佐藤喜美                     | 服部道子            |          |
| 1986年 | 太田朋子                 | 兼松佐知子 | 磯野恭子              | 鳥居清光                     | 橋本聖子            |          |
| 1987年 | 寺澤國子                 | 槇佐知子   | ワット隆子            | 宮田まゆみ                   | 山口香              |          |
| 1988年 | 北原キヨ                 | 南とめ     | 遠藤織枝              | 伊部京子                     | 田部井淳子          |          |
| 1989年 | 野田佳江                 | 石井英子   | 河野美代子            | 湯崎夫沙子                   | 金子正子 山田満知子 |          |
| 1990年 | 加藤シヅエ               | 松田美夜子 | 松岡享子              | 長谷川逸子                   | 伊藤由美            |          |
| 1991年 | 宮城まり子               | 平野紀子   | 俵友恵                | 吉野直子                     | 沢松奈生子          |          |
| 1992年 | 石垣靖子                 | 竹井澄子   | 森下郁子              | 内藤こづえ                   | 有森裕子            |          |
| 1993年 | 相馬雪香                 | 金子鮎子   | 辻元清美              | 今井信子                     | 浅利純子            |          |
| 1994年 | 高野悦子                 | 及位ヤエ   | 芦野由利子            | 石井幹子                     | 綾部美知枝          |          |
| 1995年 | 丸木俊                   | 谷嘉代子   | 松井やより            | 福田美蘭                     | 元渕幸              |          |
| 1996年 | 米沢富美子               | 高里鈴代   | 半田たつ子            | 藤家溪子                     | 重由美子            |          |
| 1997年 | ベアテ・シロタ・ゴードン | 田中澄江   | 中村隆子              | 秋吉敏子                     | 成田真由美          |          |
| 1998年 | 田辺聖子                 | 落合恵子   | 小西聖子              | 部谷京子                     | 能城律子            |          |
| 1999年 | 秋山ちえ子               | 山口みつ子 | 竹中ナミ              | 川崎麻児                     | 浜口京子            |          |
| 2000年 | 樋口恵子                 | 清水照子   | 加藤洋子              | 香瑠鼓                       | 長谷場久美          |          |
| 2001年 | 小山内美江子             | 竹宮惠子   | 内田ひろ子            | 綾戸智絵                     | 遊佐雅美            |          |
| 2002年 | 喜多悦子                 | 浅岡美恵   | 山野和子              | 中村春子                     | 池田敬子            |          |
| 2003年 | 猪口邦子                 | 堀口雅子   | 大日向雅美            | 小池千枝                     | 樋口久子            | 村治佳織 |
| 2004年 | 朝倉摂                   | 小笠原悦子 | 椎名篤子 ささやななえ | 桐野夏生                     | 吉田沙保里          |          |
| 2005年 | 高木敏子                 | 木山啓子   | 池上千寿子            | 上松美香                     | 細川佳代子          |          |
| 2006年 | 勝間和代                 | 西村かおる | 浅倉むつ子            | 柴田文江                     | 大日方邦子          |          |
| 2007年 | 大石芳野                 | 坪井節子   | 柳原和子              | 伊原昭                       | 田口素子            |          |

### 2008年から
| 年度   | 女性大賞   | 女性賞                           | 特別賞〔復興支援賞〕 |
| ------ | ---------- | -------------------------------- | -------------------- |
| 2008年 | 小林純子   | 神山美智子、ルダシングワ真美     |                      |
| 2009年 | 村松静子   | 三浦道子、阿部彩                 |                      |
| 2010年 | 本間郁子   | 大塚聡子、土井香苗               |                      |
| 2012年 |            | 向田麻衣、瀬谷ルミ子、吉川のり子 |                      |
| 2013年 | 石牟礼道子 | 辛淑玉、東洋の魔女               | 草野祐子、笹原留以子 |
| 2014年 | 吉永小百合 | 菊池まゆみ、河田珪子             | 高橋みかわ、林薫     |
| 2015年 | 惣万佳代子 | 石内都、仁藤夢乃                 | 高橋美加子           |

### 2016年から
| 年度   | 女性大賞 | 教育賞     | 芸術賞                                             | スポーツ賞     | ソーシャル・イノベーション賞 |
| ------ | -------- | ---------- | -------------------------------------------------- | -------------- | ---------------------------- |
| 2016年 | 久能祐子 | 井村雅代   | NHK製作局ドラマ番組部 「連続テレビ小説」製作チーム | 三宅宏実       | 南谷真鈴                     |
| 2017年 | 小池一子 | 黒田麻衣子 | 荻上直子                                           | 上地結衣       | 該当者なし                   |
| 2018年 | 角野栄子 | 新井紀子   | 植田景子                                           | 田中ウルヴェ京 | 石坂典子                     |

- 2011年度は、東日本大震災により見送り